# برنيكي الثانية
الملكة برنيكي الثانية، (بالإنجليزية: Berenice II)‏، تدعى «الخيرة»، ملكة مصر وابنة «ماجاس» ملك «قورينة»، كما كانت زوجه الملك بطليموس الثالث «يوارجيتيس». ولدت في مصر سنة 280 ق.م.

## النشأة
برنيكى الثانية هي قريبة وزوجة بطليموس الثالث. وقد تزوجت منه قبل ذهابه إلى أسيا الصغرى لحربه الشهيرة مع سلوقس الثانى. وبقيت الملكة برنيكى بمصر لتحكمها لحين عودة زوجها من الحرب. وقد عاشت تلك الملكة حياة أسطورية تشبه كثيرًا الملاحم الإغريقية. وفي الوقت الذي تمت فيه خطبتها إلى الملك بطلميوس الثالث، زوجتها أمها للمقدوني ديميتريوس الملقب «العادل»، ثم أقامت علاقة معه، فقتلته برنيكي في مخدع أمها، إلا أنها صفحت عنها بعد ذلك. وقد تزامن زواج الملك بطلميوس الثالث من برنيكي الثانية مع اعتلائه العرش عام 246 قبل الميلاد. وقد أسسا معًا معبد السيرابيوم بالإسكندرية، كما أسسا العديد من المعابد في جنوب البلاد مثل معبد ادفو. وقد حكمت مصر إبان الحرب السورية التي قادها زوجها ضد الملك أنتيوخوس الثالث، وحثت الشعراء على تخليد انتصار زوجها. كما امتدح الشعراء جمالها الرائع أمثال كاليماخوس الذي ألّف قصيدة شهيرة بعنوان «خصلة شعر برنيكي» يمتدح فيها الملكة، وقام الشاعر كاتوللوس بترجمتها إلى اللاتينية.

## فترة الحكم

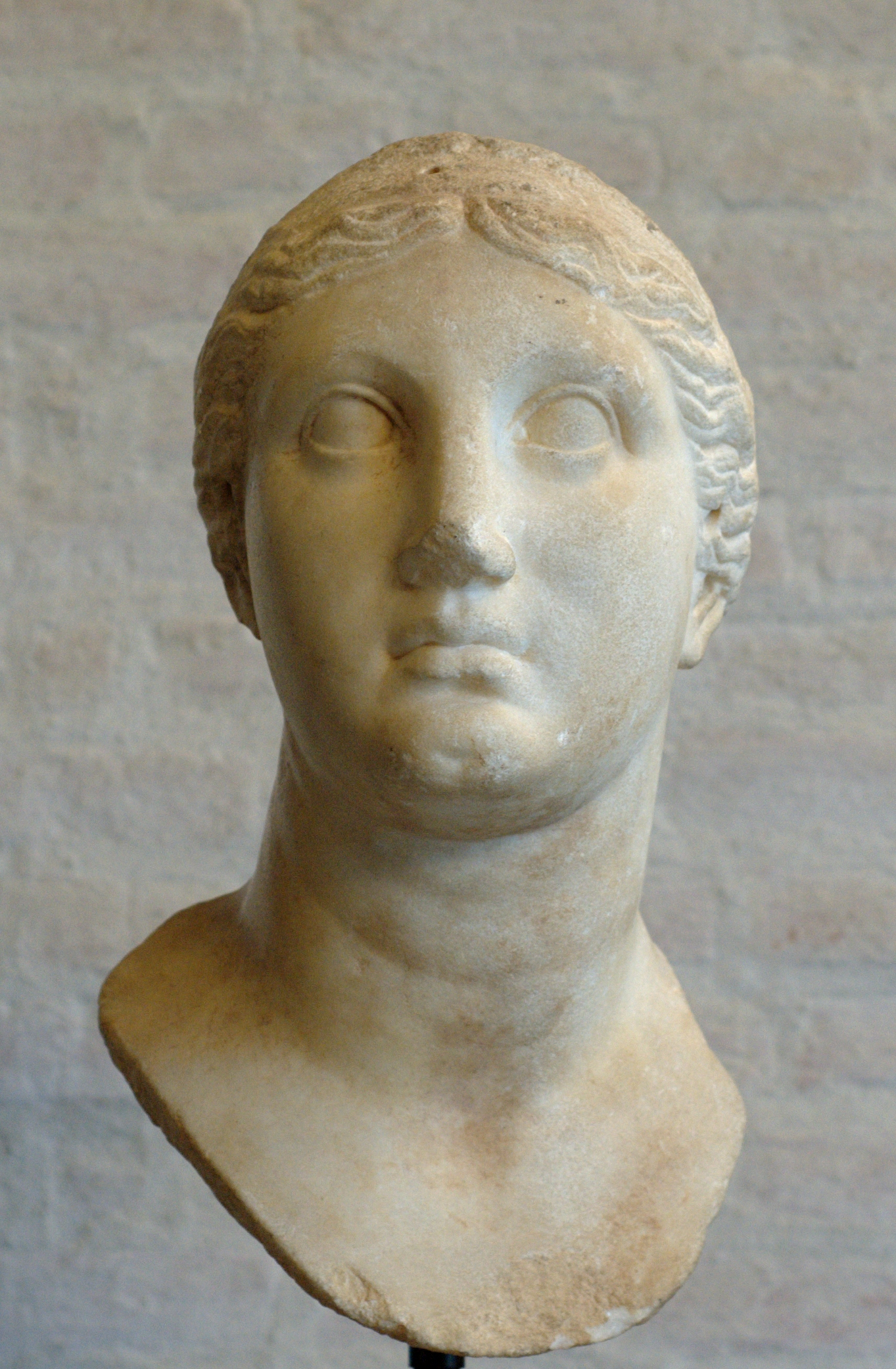
تمثال للملكة برنيكي الثانية يعود إلى 246-221 قبل الميلاد.

حكمت مصر إبان الحرب السورية التي قادها زوجها ضد الملك أنتيوخوس الثالث، وحثت الشعراء على تخليد انتصار زوجها. كما امتدح الشعراء جمالها الرائع أمثال كاليماخوس الذي ألّف قصيدة شهيرة بعنوان «خصلة شعر برنيكي» يمتدح فيها الملكة، وقام الشاعر كاتوللوس بترجمتها إلى اللاتينية.
وتحكى الأسطورة بأن برنيكي قصّت خصلة من شعرها وقدمتها قرباناً في معبد الإلهة أفروديت أملاً في عودة زوجها من حملته بسلام. ولكن الخصلة اختفت من المعبد وفسر ذلك بأنها صعدت إلى السماء لتصبح نجما يحمل اسم الملكة. وتقدم قصيدة كاليماخوس تلك الرواية الأسطورية بكثير من التمجيد والتفخيم لشخص الملكة. بعد رحيل الملك بطلميوس الثالث، حكمت الملكة برنيكي وابنها بطلميوس الرابع البلاد، ولكنها قتلت على الأرجح بتحريض من بطانة السوء من المقربين منه. لكن فيما يبدو أن هذا الدور كان أكبر من إمكاناتها ولم تستطع السيطرة على البلاد. وفي وقت لاحق قام ابنها الأكبر، بطليموس الرابع، بوضع السم لها عندما حاولت وضع ابنها الأصغر على العرش.

## المعبد
كشفت بعثة المجلس الأعلي للآثار المصرية، في 2010. عن بقايا معبد للملكة برنيكي الثانية بمنطقة كوم الدكة بالإسكندرية وخبيئة كبيرة للتماثيل ضمت حتي الآن ستمائة تمثال من العصر البطلمي مختلفة الأحجام والأنواع.. حيث إن بقايا المعبد المكتشف حتي الآن يبلغ طوله ستين متراً بعرض خمسة عشر متراً وتمتد بقايا المعبد أسفل شارع إسماعيل فهمي، كما ان المعبد استخدم كمحجر للجير مما أدي إلي فقدان أجزاء من أحجاره. كما تم العثور علي عدد كبير من التماثيل تمثل الآلهة باستت إلهة المرح والسرور والتي كانت تمثل القطة. وان المعبد شيد من أجلها في العصر البطلمي في المنطقة الحالية بكوم الدكة التي تقع ضمن أراضي مديرية أمن الإسكندرية حالياً.
كما تم العثور على عدد كبير من التماثيل تمثل الالهة باستت، الهة المرح والسرور والتي كانت تصور في شكل قطة، وقد شيد المعبد من أجلها. وعثر على 600 تمثال في ثلاثة أماكن يشكل كل منها خبيئة لعدد كبير من تماثيل القطط الأطفال وسيدات من الحجر الجيري والفخار وتماثيل من البرونز، واخرى لإلهة وإلهات مصرية من الفيانس والتيراكوتا إلى جانب تمثال لايزيس وفي حجرها حورس الطفل (حاربوقراط) وتماثيل لإله بتاح إله منف.